# Gruczolakotorbielak brodawczakowaty limfatyczny
Gruczolakotorbielak brodawczakowaty limfatyczny (łac. cystadenoma papillare lymphomatosum, cystadenolymphoma) znany również jako guz Warthina (tumor Warthini), jest łagodnym nowotworem ślinianki przyusznej pochodzącym z tkanki okolicznych węzłów chłonnych przemieszczonej w embriogenezie. 

## Epidemiologia
Nowotwór częściej występuje u mężczyzn niż u kobiet, najczęściej w 5. i 6. dekadzie życia. Uważa się, że ryzyko wystąpienia guza Warthina u osób palących papierosy jest 8 razy większe niż u niepalących, co tłumaczyłoby częstsze zachorowania u mężczyzn.

## Obraz kliniczny i przebieg
Jest małym, okrągłym lub owalnym guzem wyczuwalnym w okolicy kąta żuchwy. Mikroskopowo widoczne są torbielowate lub szczelinowate przestrzenie wyścielone dwu- lub trójwarstwowym nabłonkiem, zawierające śluz. Pod nabłonkiem znajduje się tkanka chłonna tworząca grudki z ośrodkami rozmnażania. Guz rzadko złośliwieje, zazwyczaj po ekspozycji na promieniowanie jądrowe. Guz może występować obustronnie.

## Rozpoznanie
Rozpoznanie opiera się na wyniku histopatologicznej oceny preparatu uzyskanego w biopsji aspiracyjnej cienkoigłowej.

## Leczenie
Leczeniem z wyboru jest zabieg operacyjny wykonywany na oddziałach laryngologicznych i oddziałach chirurgii szczękowo-twarzowej – parotidektomia.

## Obrazy histopatologiczne

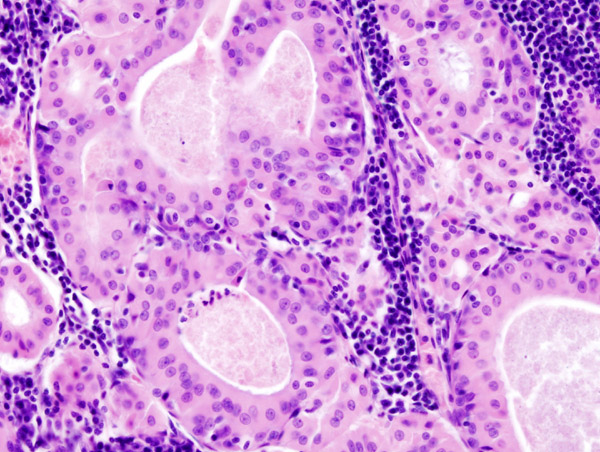
Histopatologia guza Warthina ślinianki przyusznej. Barwienie H-E.
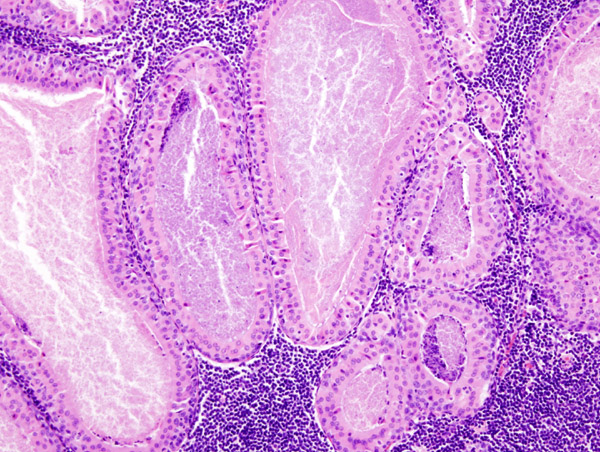
Inny widok poprzedniego zdjęcia.
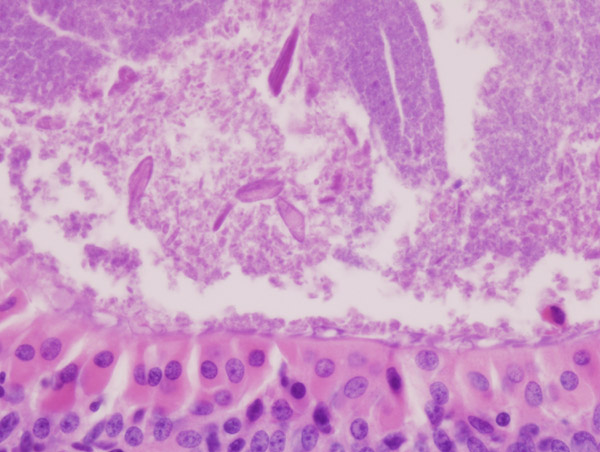
W większym powiększeniu.

## Klasyfikacja ICD10
| kod ICD10     | nazwa choroby                                   |
| ------------- | ----------------------------------------------- |
| ICD-10: D11   | Nowotwór niezłośliwy dużych gruczołów ślinowych |
| ICD-10: D11.0 | Ślinianka przyuszna                             |